# 王仁則
王 仁則（おう じんそく、生没年不詳）は、中国隋末唐初の人物。鄭の初代皇帝王世充の兄である斉王王世惲の子。

## 生涯
619年、王世充によって、唐王に封ぜられた。
王世惲は、恭帝侗を殺害するよう王世充を説得すると、王世充は、王仁則に命じて家奴の梁百年に恭帝侗を毒殺させた。恭帝侗は、臨終の前に、「今後二度と帝王の家に生まれたくはない」と述べた。
620年、唐の秦王李世民が洛陽を攻撃した際、王仁則は轅州に駐屯していたが、少林寺の13人の武僧が王仁則を生け捕りにしたため、李世民は、上柱国李安遠に命じて少林寺に「告柏谷塢少林寺上座書」を奉納させた。これが、後に生まれた「十三棍僧救唐王」の故事である。